# رینبو واریر (۱۹۵۷)
رینبو واریر (۱۹۵۷) (به انگلیسی: Rainbow Warrior (1957)) یک کشتی است که طول آن ۵۵٫۲۰ متر (۱۸۱ فوت ۱ اینچ) می‌باشد. این کشتی در سال ۱۹۵۷ ساخته شد.